# Andrij Mochnyk
Andrij Wołodymyrowycz Mochnyk, ukr. Андрій Володимирович Мохник (ur. 15 czerwca 1972 w Lipowcu) – ukraiński polityk i inżynier, jeden z liderów partii Ogólnoukraińskie Zjednoczenie „Swoboda”, parlamentarzysta, w 2014 minister środowiska.

## Życiorys
W 1994 ukończył studia inżynierskie z budownictwa na Kijowskim Narodowym Uniwersytecie Budownictwa i Architektury, a w 2011 prawo na Kijowskim Uniwersytecie Narodowym im. Tarasa Szewczenki. W latach 90. pracował początkowo jako nauczyciel, później m.in. jako inżynier i wykładowca akademicki. W latach 2004–2006 był asystentem posła Ołeha Tiahnyboka. Zaangażował się w działalność polityczną w ramach Swobody, w latach 2008–2010 był przewodniczącym kijowskich struktur partii, a w 2010 został wiceprzewodniczącym tego ugrupowania.
W 2010 wybrany na radnego Kijowskiej Rady Obwodowej, a w 2012 na posła do Rady Najwyższej VII kadencji. 27 lutego 2014, po wydarzeniach Euromajdanu, został mianowany ministrem środowiska w rządzie Arsenija Jaceniuka. Urząd ten sprawował do 2 grudnia tegoż roku.